# Плоскув (Куявсько-Поморське воєводство)
Плоскув (пол. Płosków) — село в Польщі, у гміні Сошно Семполенського повіту Куявсько-Поморського воєводства.
Населення — 51 особа (2011).
У 1975-1998 роках село належало до Бидгощського воєводства.

## Демографія
Демографічна структура станом на 31 березня 2011 року:
|          | Загалом | Допрацездатний вік | Працездатний вік | Постпрацездатний вік |
| -------- | ------- | ------------------ | ---------------- | -------------------- |
| Чоловіки | 25      | 7                  | 15               | 3                    |
| Жінки    | 26      | 9                  | 12               | 5                    |
| Разом    | 51      | 16                 | 27               | 8                    |